# 飛澤宏元
飛澤 宏元（とびさわ ひろもと、1954年12月 - ）は、北海道出身の作曲家・編曲家。旧名・飛沢宏元。

## 略歴
1994年度のJASRAC賞では『キャプテン翼BGM』で国際賞を受賞した。

## 主な編曲・楽曲

### 一般曲
- 明石家さんま「ビックリ箱のうた」
- あみん「リベルテ」「青いクレヨン」「そよ風の妖精」「想い」（カバーアルバム「メモリアル」収録曲）
- 石川ひとみ「他人どうし」
- 石川優子「虚姿（ポーズ）」「冬の季色（けはい）」「運命川（さだめがわ）」「ガラスの中のラブストーリー」
- 石毛礼子「涙のコンチェルト」
- NSP「遠野物語」
- 岡田有希子「愛…illusion」「恋のエチュード」（「くちびるNetwork」B面）
- 柏原芳恵「100%のかなしみ」「レディ直前」「やさしい女」
- 北原佐和子「5月のパラソル」
- ささきいさお「ぶっちぎりの青春」
- 柴田恭兵「なんとなく、クリスタル」
- 須藤薫「HELLO SADNESS」「SUMMER DREAM」
- スラップスティック「意地悪ばあさんのテーマ」「御一緒ソング」「真夏の38度」「ココナッツ・エンジェル」「夕陽の恋人」「永遠の葉山」「デッキ・チェア」「テレスコープ」「流星'80」「コバルト・ムーン」「On the Beach」「サウス・サンバ」「When you walk in the room」「涙の思い出（HURT）」
- 田原俊彦「哀愁でいと」「さらば‥夏」
- つちやかおり「秘密じゃないけど秘密」
- 徳丸純子「すっぱいメルヘン」
- 原真祐美「黒のクレール」
- 松居一代「不安のときめき」
- 松原みき「倖せにボンソワール」
- 松山千春「旅路」「抱きしめたい」「燃える日々」「七つちがい」「君を忘れない」他
- みのや雅彦「笑えないピエロ」
- 山本コウタロー「1973年のキャサリン」

### アニメ・特撮
- 快傑ゾロ
- カリメロ
  - ラズベリー「ねぇ!カリメロ」「恋に気をつけて」(カリメロ第2作主題歌)
- 機動戦士ガンダム
  - やしきたかじん「スターチルドレン」（劇場版挿入歌）
- キャプテン翼
  - 小粥よう子「燃えてヒーロー」「明日に向かってシュート」
  - 沖田浩之「燃えてヒーロー」「冬のライオン」
- 県立海空高校野球部員山下たろーくん
  - 橋本舞子「TARO」「ファインプレイに拍手を」（映画版主題歌）
- 獣神ライガー
  - 弘妃由美「鏡の子守り歌」（挿入歌）
- 超音戦士ボーグマン
- どっきりドクター
- 北斗の拳
  - クリスタルキング「愛をとりもどせ!!」「ユリア…永遠に」（前期主題歌）
- まんがはじめて物語
  - Sugar「IMAGINATION EXPRESS<夢急行>」「タマゴ」（第4期主題歌）
- ドラえもん
  - にしわきゆい（西脇唯）「あしたも♥ともだち」（エンディングテーマ）

### 映画
- 六本木バナナ・ボーイズ